# ناندرولون
ناندرولون (به انگلیسی: Nandrolone)، یا ۱۹-نورتستوسترون (به انگلیسی: 19-nortestosterone) یک استروئید آنابولیک آندروژنیک (AAS) است. ناندرولون دو استر دارد که نام‌ برند یکی از آنها ناندرولون-دکانوات (دکا-دورابولین) و دیگری ناندرولون-فن پروپیونات (دورابولین) نام دارد. رده درمانی: درمان جایگزینی trt  برای مردان با تولید تستوسترون کم ، هیپوگنادیسم، آنمی، پوکی استخوان  و سرطان پستان مورد استفاده قرار میگیرد.
اَشکال دارویی: تزریقی، شامل آمپول‌های 25 میلی‌گرم، 100 میلی‌گرم، 200 میلی‌گرم در 1 میلی لیتر و 250 میلی‌گرمی در 1 میلی‌لیتر است.

## موارد مصرف
ناندرولون برای درمان استئوپروز دوران یائسگی و نیز آنمی آپلاستیک، درمان روندهای کاتابولیک و سرطان پستان بکار می‌رود.
افزایش سنتز کلاژن
ورزشکاران حرفه ای که از مشکلات التهاب تاندون و درد مفاصل در نواحی آرنج و زانو غیره رنج میبرند میتوانند از مزایای ناندرولون در این زمینه بهره مند شوند. 

## مکانیسم اثر
ناندرلون آگونیست آندروژنها بوده با افزایش ساخت پروتئین و تحریک اشتها، افزایش تولید اریتروپوئیتین و احتمالاً اثر مستقیم بر مغز استخوان، افزایش میزان هموگلوبین و گلبول‌های قرمز خون اثرات فارماکولوژیک خود را اعمال می‌نمایند.

## انواع
ناندرولون، ناندرولون سیکلو هگزیل پروپیونات، ناندرولون دکانوات، ناندرولون لورات، ناندرولون فنیل پروپیونات، ناندرولون سدیم سولفات، ناندرولون آندکانوات.
این ترکیبات دارویی دارای خواص آزمایشگاهی ذیل است:
پودر کریستالی سفید متمایل به بژ، غیرقابل حل در آب، قابل حل در الکل، اتر، کلروفورم، استون، روغنهای غیر فرار و گیاهی، قابل نگهداری در دمای بین ۲ تا ۸ درجه سانتیگراد، حساس نسبت به تابش نور.

## درمان جایگزینی تستوسترون
ناندرولون جهت درمان کمبود تستوسترون در مردان مسن، یا جوانان و نوجوانان دارای هیپوگنادیسم و مشکلات تستوسترون کمک کند البته ناندرولون تنها برای این هدف ساخته نشده است و تنها در کنار هورمون های سنتز شده از تستوسترون مانند تستوسترون انانتات میتواند به عنوان یک تقویت کننده عمل کند. لازم به ذکر است که نسبت آندروژنیک به آنابولیک ناندرولون به ترتیب 37 به 125 میباشد که در مقایسه با 100 به 100 تستوسترون تمایل بسیار کمتری به گیرنده های آندروژنیک دارد و در واقع دکا عوارض آندروژنیک بسیار کمتری نسبت به تستوسترون دارد.

## اختلال نعوظ
ناندرولون با آنزیم آلفا ردوکتاز-5 به فنوان متابولیت کرده و هورمون DHN را از هر گیرنده آندروژنی در بدن دریافت میکند میکند، و جایگزین DHT میکند. مشکل اینجاست که DHN هورمون ضعیف تری است و قادر به تحریک گیرنده های آندروژنیک برای تولید آنزیم نعوظ نمیباشد و به همین دلیل موجب پدیده اختلال نعوظ شده که آنرا Deca Dick نیز می‌نامند.DHN همچنین موجب جابه‌جایی گیرنده های DHT در مغز شده که البته راه حل هایی برای آن وجود دارد.

## سو مصرف و دوپینگ
برای دستیابی به حداکثر اثر این ترکیبات مصرف آهن و ویتامین‌ها خانواده B مطلوب است. بین ۲ تا ۱۰ روز طول می‌کشد تا این داروها در خون به اوج غلظت خود برسند (بسته به نوع ترکیب ناندرولونی که مصرف می‌شود). این ترکیبات بیشتر به صورت تزریق عضلانی مورد مصرف دارد. خانواده ناندرولون دارای نیمه عمر طولانی در بدن هستند (۱۲ تا ۱۷ روز) و و همین مسئله باعث می‌شود که مثلاً ۲۵ میلی‌گرم از آن به مدت ۱۶۸ تا ۱۸۳ روز منجر به مثبت شدن آزمایش دوپینگ شود.

## عوارض جانبی
آکنه، احتباس سدیم به همراه خیز، بروز صفات جنسی مردانه مانند تغییر صدا (گاهی غیرقابل برگشت)، فقدان قاعدگی، مهار اسپرماتوژنز، انسداد اپی فیز قبل از بلوغ، آزمون‌های غیرطبیعی عملکردی کبدی و بلوغ زودرس مردان. تومورهای کبدی گاهی بدنبال درمان طولانی مدت با استروئیدهای آنابولیک بروز می‌کند.بزرگی پستان در بانوان و بزرگی کلیتورس... و نازایی و کاهش
```
میل جنسی
```